# Репрезентација Словеније у хокеју на леду
Хокејашка репрезентација Словеније је хокејашки тим Словеније и под контролом је Хокејашког савеза Словеније. Репрезентација се међународно такмичи од 1992. године.
Словенија је учествовала 19 пута на Светском првенству. Најбољи пласман репрезентације Словеније је било тринаесто место на Светском првенству 2002. године.
Премијерну утакмицу Словенија је одиграла у Клагенфурту против Аустрије, 20. марта 1992. године и изгубила је 1:0. Најтежи пораз Словенија је доживела од Финске 2003. године резултатом 12:0. Највећу победу остварили су против Индије 1993. године када су победили резултатом 29:0.

## Историјат
Након распада Југославије и њене хокејашке репрезентације, у којој су доминирали словеначки играчи, новооснована словеначка репрезентација први пут је наступила на Светском првенству 1993. године у групи Ц, које је одржано у Словенији. Међутим, пошто су у то време распадом Совјетског Савеза и Чехословачке настале бројне јаке репрезентације, било јој је потребно чак пет година да се пласира у групу Б, што је успела освајањем другог места на Светском првенству 1997. године у Естонији. Дана 21. априла 2001. године, словеначка репрезентација је победом против Естоније резултатом 16:0 на првенству Дивизије 1 у Љубљани први пут обезбедила пласман у елитну групу светског хокеја. Од тада је девет пута играла у елитној групи светског хокеја, два пута је успела да опстане у елитној групи, а три пута се након испадања вратила у елитну дивизију победом на турниру Дивизије 1. 
Словенија је као самостална репрезентација седам пута била домаћин светских првенстава у хокеју на леду. Први пут већ при свом дебију на светским првенствима 1993. године, када су Блед и Јесенице били домаћини репрезентацијама у групи Ц. Иста места су била домаћини и 1996. године, поново за првенство групе Ц. Након пет година, Словенија је успела да се пласира у групу Б, а већ следеће године први пут је била домаћин Светског првенства групе Б, где је у Љубљани и Јесеницама освојила друго место и чак се борила за пласман у групу А. Године 2001. првенство је одржано у Љубљани, а Словенија је остварила историјски пласман у групу А. Са четири победе и једним ремијем освојила је злато испред Велике Британије. Првенства групе Б, Словенија је организовала још 2007, 2010. и 2012. године. Сваки пут словеначки хокејаши су успели да победе и да се поново пласирају у елитну групу хокеја на леду.
На Зимским олимпијским играма играла је два пута, 2014. када су освојили 7. место и 2018. када су завршили на 9. месту.

## Резултати

### Олимпијске игре
| - 1992. − Нису се такмичили - 1994. − Нису се такмичили - 1998. − Нису се квалификовали - 2002. − Нису се квалификовали | - 2006. − Нису се квалификовали - 2010. − Нису се квалификовали - 2014. − 7. место | - 2018. − 9. место - 2022. − Нису се квалификовали - 2026. − Нису се квалификовали |

### Светско првенство
| - 1993. − 24. место (4. место, група Ц) - 1994. − 25. место (5. место, група Ц) - 1995. − 27. место (7. место, група Ц) - 1996. − 23. место (3. место, група Ц) - 1997. − 22. место (2. место, група Ц) - 1998. − 18. место (2. место, група Б) - 1999. − 21. место (5. место, група Б) - 2000. − 23. место (7. место, група Б) - 2001. − 17. место (1. место, група IБ) - 2002. − 13. место - 2003. − 15. место | - 2004. − 17. место (1. место, група IБ) - 2005. − 13. место - 2006. − 16. место - 2007. − 17. место (1. место, група IБ) - 2008. − 15. место - 2009. − 19. место (2. место, група IА) - 2010. − 17. место (1. место, група IБ) - 2011. − 16. место - 2012. − 17. место (1. место, група IА) - 2013. − 16. место - 2014. − 17. место (1. место, група IА) | - 2015. − 16. место - 2016. − 17. место (1. место, група IА) - 2017. − 15. место - 2018. − 21. место (5. место, група IА) - 2019. − 20. место (4. место, група IА) - 2020. − Отказано због Пандемије ковида 19 - 2021. − Отказано због Пандемије ковида 19 - 2022. − 17. место (1. место, група IА) - 2023. − 16. место - 2024. − 18. место (2. место, група IА) - 2025. − 13. место |